# Ekskluzywny głód
Ekskluzywny głód (zapis stylizowany: EKSKLUZYWNY GŁÓD) – czwarty album studyjny polskiego rapera Young Igiego. Wydawnictwo ukazało się 24 maja 2024 nakładem wytwórni muzycznej Def Jam Recordings w dystrybucji Universal Music Polska.
Album jest utrzymany w stylu muzyki hip-hop. Składa się z wersji standardowej (1 CD).
Płyta dotarła do 3. miejsca polskiej listy sprzedaży – OLiS. Wydawnictwo uzyskało status złotej płyty, przekraczając liczbę 15 tysięcy sprzedanych kopii.

## Lista utworów
Opracowano na podstawie materiału źródłowego.
| Ekskluzywny głód – Wersja standardowa | Ekskluzywny głód – Wersja standardowa | Ekskluzywny głód – Wersja standardowa |
| Nr                                    | Tytuł utworu                          | Długość                               |
| ------------------------------------- | ------------------------------------- | ------------------------------------- |
| 1.                                    | „Ekskluzywny głód / intro”            | 1:38                                  |
| 2.                                    | „A pamiętasz jak”                     | 2:49                                  |
| 3.                                    | „Brak reguł” (oraz 2K)                | 2:34                                  |
| 4.                                    | „Wrist watch”                         | 3:00                                  |
| 5.                                    | „Na wieki”                            | 2:34                                  |
| 6.                                    | „15 minut”                            | 3:12                                  |
| 7.                                    | „Nobu”                                | 3:00                                  |
| 8.                                    | „S. D. A”                             | 2:55                                  |
| 9.                                    | „Elon Musk” (oraz 2K)                 | 3:45                                  |
| 10.                                   | „Trzeba mieć”                         | 2:31                                  |
| 11.                                   | „Chłopcy z Placu Broni” (oraz 2K)     | 3:05                                  |
| 12.                                   | „Bottle pop”                          | 2:22                                  |
| 13.                                   | „Wszystko Gucci” (oraz Sergiusz, 2K)  | 2:20                                  |
| 14.                                   | „Chess club”                          | 3:32                                  |
| 15.                                   | „No woman no cry”                     | 2:48                                  |
| 16.                                   | „Nie my”                              | 2:07                                  |
| 17.                                   | „Rozmazane twarze”                    | 2:42                                  |
| 18.                                   | „Badman skit”                         | 3:10                                  |
| 19.                                   | „Kimosabe”                            | 2:33                                  |
| 20.                                   | „Raz 2 trzy”                          | 2:47                                  |
|                                       |                                       | 55:24                                 |

## Pozycje na listach sprzedaży

### Pozycje na listach tygodniowych
| Kraj   | Lista (2024)             | Najwyższa pozycja |
| ------ | ------------------------ | ----------------- |
| Polska | OLiS – albumy            | 3                 |
| Polska | OLiS – albumy fizycznie  | 2                 |
| Polska | OLiS – albumy w streamie | 4                 |

## Certyfikat
| Kraj          | Certyfikat  | Sprzedaż |
| ------------- | ----------- | -------- |
| Polska (ZPAV) | złota płyta | 15 000+  |